# Cyclocorus
Cyclocorus is een geslacht van slangen uit de familie Cyclocoridae.

## Naam en indeling
De wetenschappelijke naam van de groep werd voor het eerst voorgesteld door André Marie Constant Duméril in 1853.

### Soorten
Het geslacht omvat de volgende soorten, met de auteur en het verspreidingsgebied.
| Naam                | Auteur          | Verspreidingsgebied                          |
| ------------------- | --------------- | -------------------------------------------- |
| Cyclocorus lineatus | Reinhardt, 1843 | Filipijnen (Lubang, Luzon, Mindoro, Polillo) |
| Cyclocorus nuchalis | Taylor, 1923    | Filipijnen (Basilan, Mindanao, Camiguin)     |

## Verspreiding en habitat
De soorten komen voor in delen van Azië en leven endemisch in de Filipijnen. De soorten zijn aangetroffen op de eilanden Lubang, Luzon, Mindoro, Polillo, Basilan, Mindanao en Camiguin De habitat bestaat uit vochtige tropische en subtropische bossen, zowel in bergstreken als in laaglanden, en draslanden. Ook in door de mens aangepaste streken zoals plantages kunnen de dieren worden aangetroffen.

## Beschermingsstatus
Door de internationale natuurbeschermingsorganisatie IUCN is aan beide soorten een beschermingsstatus toegewezen. De slangen worden beschouwd als 'veilig' (Least Concern of LC).